# Maria Gattilusio
Maria Gattilusio (XV w.) – żona Aleksandra Wielkiego Komnena, współcesarza Trapezuntu. 

## Życiorys
Była córką Dorino I Gattilusio, genueńskiego władcy Lesbos (1428-1455). Jej braćmi byli: Dominik Gattilusio, Niccolò Gattilusio i Franciszek III Gattilusio. Jej siostra Katarzyna Gattilusio była od 1441 roku drugą żoną ostatniego cesarza bizantyńskiego Konstantyna XI Paleologa. Maria po 1461 po upadku Trapezuntu dołączyła do haremu sułtana. Losy jej męża nie są znane. Nie jest pewne czy został stracony 1 listopada 1463 z rozkazu Mehmeda II wraz z Dawidem II Komnenem i jego synami w więzieniu Siedmiu Wież w Konstantynopolu. Ich synem był Aleksy.